# ヒメツリガネゴケ
ヒメツリガネゴケ（Physcomitrella patens subsp. patens）は、コケ植物の一種。成長した個体の大きさは数mmから1cm程度で、モデル生物として植物の進化や発生、生理学の研究に用いられている。ヒメツリガネゴケのゲノムサイズは 511Mb、27本の染色体を構成する。2006年にゲノム解読が完了し、2008年に発表された。

## モデル生物としての利用
コケの仲間は維管束植物とは進化の初期に分岐したものの、基本的な遺伝的・生理的な特徴を共有している。これらのグループの現生のものを調べることで、複雑に発達した現生植物の進化の機構を解明することができる。ヒメツリガネゴケがモデル生物として用いられる背景にはこのような企図がある。
ヒメツリガネゴケは効率良く相同組換えを行うことが可能な数少ない多細胞生物の一つである。つまり研究者が容易にゲノム上の特定位置に外来遺伝子を組み込むことができることを意味している。これは遺伝子の機能を調べる上で強力な利点であり、シロイヌナズナなどの高等植物の研究と組み合わせて、植物の進化における分子レベルの方向性を明らかにすることができる。
また、ヒメツリガネゴケはバイオテクノロジーの分野においても利用されつつある。顕著な例としては作物の品種改良やヒトの健康に関連したコケの遺伝子の同定、バイオリアクターを利用した複雑なバイオ医薬品の安全な産生などである。

## 体制・生活環

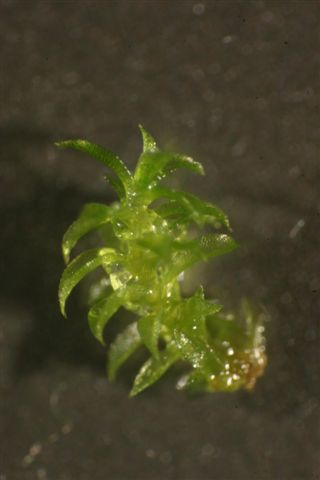
ヒメツリガネゴケの茎葉体

他の多くのコケと同様、ヒメツリガネゴケの生活環は2世代交代より成る。配偶子を形成する単相の配偶体と、胞子を形成する複相の胞子体である。
胞子が発芽すると、原糸体（protonema）と呼ばれる糸状の構造を形成する。原糸体は2種類の細胞、クロロネマ（chloronema）と呼ばれる大型で多数の葉緑体を持つ細胞と、カウロネマ（caulonema）と呼ばれる成長の早い細胞より成る。カウロネマの葉緑体は紡錘形で、クロロネマよりも数が少ない。
原糸体は専ら頂端細胞の先端成長によって成長してゆく。胞子の発芽直後に形成されるのは一次クロロネマ頂端細胞（primary chloronemal apical cell）および一次クロロネマ次端細胞（primary chloronemal sub-apical cell）である。一次クロロネマ頂端細胞は常に先端に位置し、細胞分裂を繰り返して一次クロロネマ次端細胞を順次形成しつつ、分岐の無い直線的な原糸体を形作る。一次クロロネマ次端細胞は所々で一次クロロネマ側枝始原細胞（primary chloronemal side-branch initial cell）と呼ばれる分岐細胞を形成し、ここから新たな一次クロロネマ頂端細胞および一次クロロネマ次端細胞が生じて二次元的な広がりを持つ細胞群に成長する。
ある程度原糸体が成長すると、先端で分裂を繰り返していた一次クロロネマ頂端細胞はカウロネマ頂端細胞へと分化する。カウロネマ頂端細も同様に細胞分裂を行うが、クロロネマが隣接する細胞間の細胞壁を垂直に形成するのに対し、カウロネマは斜めに形成する。またカウロネマもカウロネマ側枝始原細胞（caulonemal side branch initial cell）と呼ばれる分岐細胞を形成するが、大部分が二次クロロネマ頂端細胞（secondary chloronemal apical cell）やカウロネマ頂端細胞となって伸長を続ける一方、数％の細胞が芽（bud）と呼ばれる細胞塊を発達させる。
芽は分岐の先端側に細胞質、基部側に液胞を分離し、細胞質を多く含む茎葉体茎頂頂端細胞（gametophore shoot apical cell）と、液胞に富んだ次端細胞とをそれぞれ形成する。次端細胞はさらに分裂・分化し、分岐の最基部に位置する茎原基細胞と、側方に位置する葉原基細胞になる。これらはさらに細胞分裂し、前者は茎、後者は葉へと分化する。こうして成長した原糸体は茎葉体（gametophore）と名前を変え、0.5-5mm ほどの大きさになる。
茎葉体がさらに成長すると、仮根（rhizoid）および造卵器（archegoium）、造精器（antheridium）などの生殖器が形成される。ヒメツリガネゴケは雌雄同株であり、一つの植物体が雌雄の生殖器を持つ。造精器で形成された精子が鞭毛で遊泳するために十分な水があれば、精子は造卵器へ到着して受精する。受精してできた接合子は胞子体となり、茎葉体上で発達する。胞子体は成熟すると減数分裂を行い、何千もの胞子を形成する。
これら一連の発生過程は、水、光、温度などの環境条件の他、培地の組成や植物ホルモンの影響を受けることが知られている。

## 分布
ヒメツリガネゴケはヨーロッパや北アメリカ大陸など、北半球に広く分布する。ただし日本での自生は確認されておらず、近縁種のニセツリガネゴケ（Physcomitrella patens subsp. californica）が見られるのみである。モデル生物として広く使われている株は、1962年にイギリスのハンティンドンシャーで採取された単一の胞子に由来する。